# Ружа Панова
Ружа Панова (на македонска литературна норма: Ружа Панова) е политик от Социалистическа република Македония.

## Биография
Родена е на 10 март 1927 година в град Дебър. През 1954 г. завършва Философския факултет на Скопския университет. През 1970 г. защитава докторска дисертация на тема „Езикът на Владо Малески“. По-късно става професор в Скопския университет като преподава по методика на преподаването по македонски език и морфология на македонския език. Известно време е секретар на Международния семинар за македонски език, литература и култура, председател е на Съвета на семинара. От 1974 до 1978 е член на Изпълнителния съвет на Социалистическа република Македония с ранг на министър. Отделно е била председател на комитета за образование, наука и култура в Белград и член на редакцията на списание „Литературен збор“.